# Обердраубург
Обердраубург (нем. Oberdrauburg) — ярмарочная коммуна (нем. Marktgemeinde) в Австрии, в федеральной земле Каринтия. 
Входит в состав округа Шпитталь.  Население составляет 1316 человек (на 31 декабря 2005 года). Занимает площадь 69,91 км². Официальный код  —  2 06 25.

## Фотографии

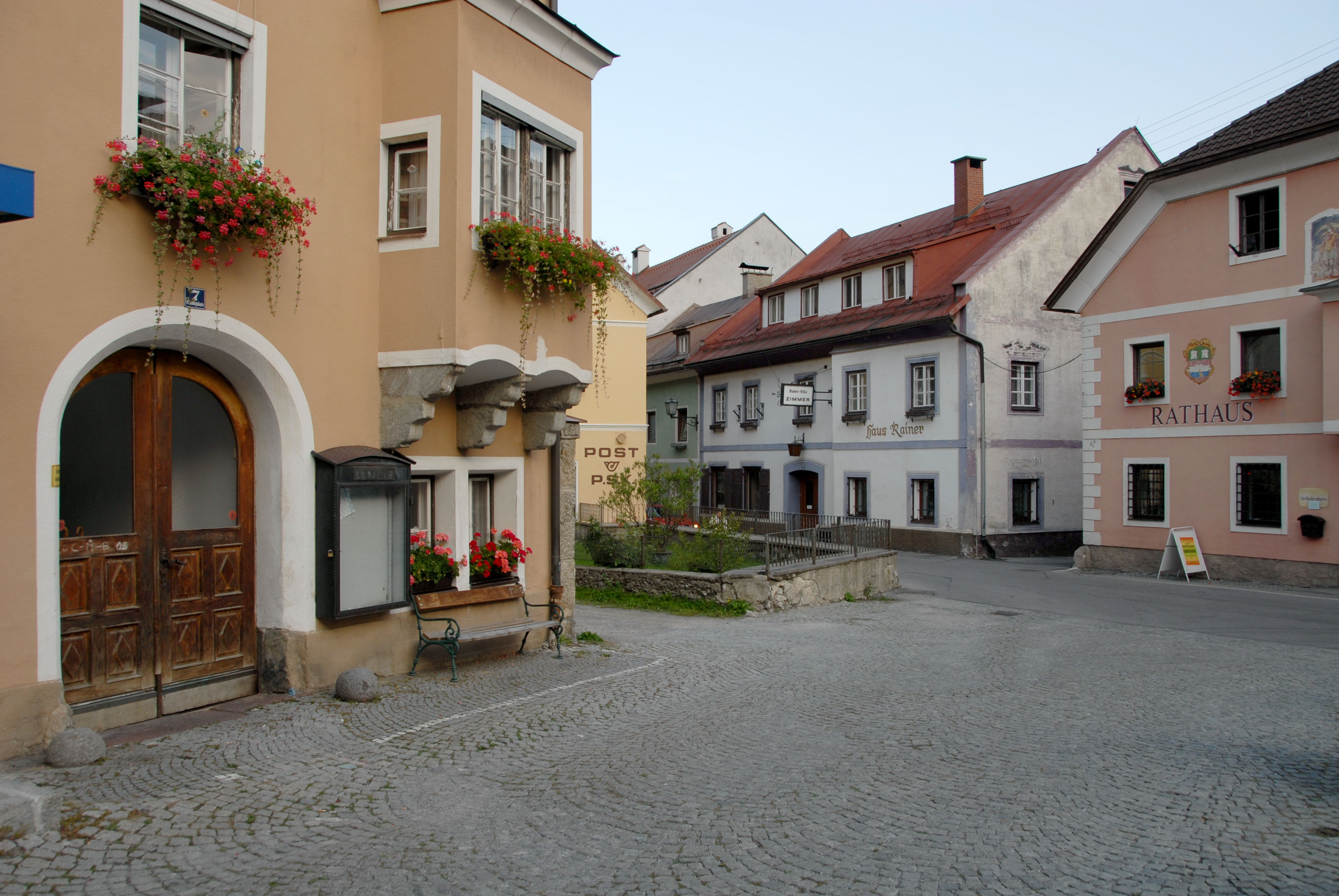
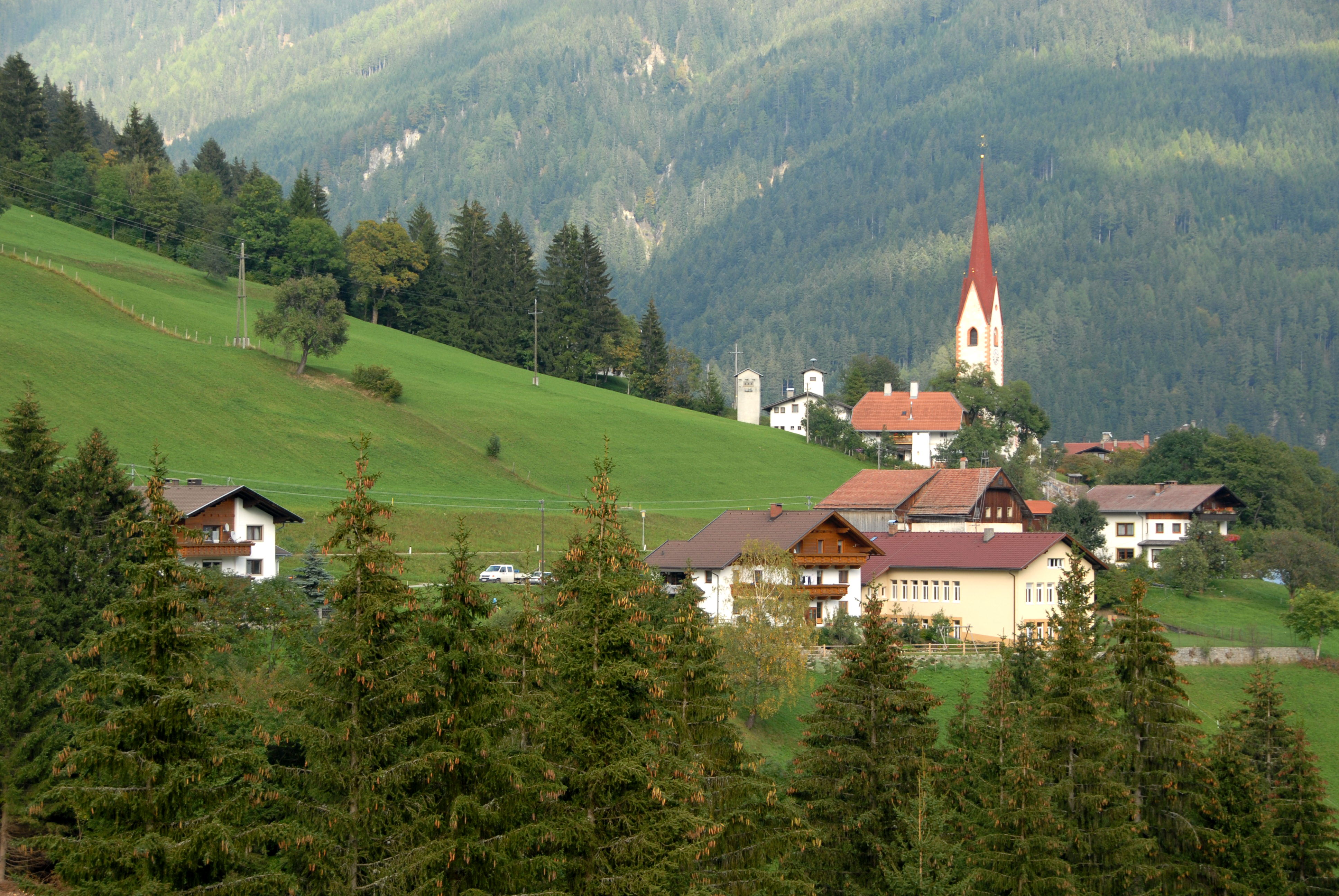
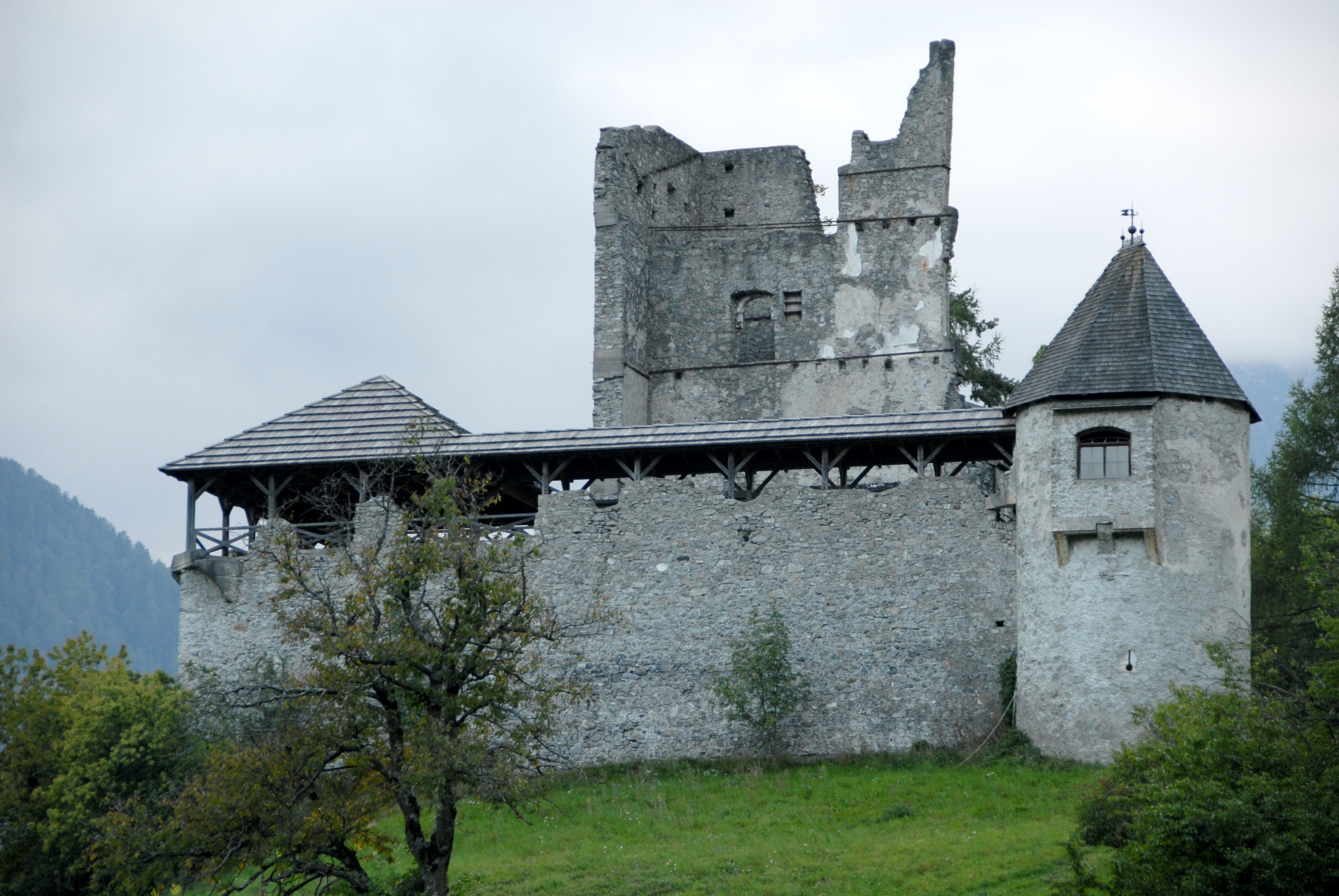

## Личности

### Почётный гражданин
- Franz Jochum

### Сыновья и дочери
- en:Hellmuth Marx

## Политическая ситуация
Бургомистр коммуны — Хуберт Шнедль (СДПА) по результатам выборов 2003 года.
Совет представителей коммуны (нем. Gemeinderat) состоит из 15 мест.
- СДПА занимает 7 мест.
- АНП занимает 6 мест.
- АПС занимает 2 места.